# CTR (기업)
주식회사 CTR은 경상남도 창원시에 본사를 둔 자동차 부품 기업이다.

## 역사 및 현황
1971년 2월 5일에 설립되었으며, 1972년 3월 2일 외국인투자기업(제168호)으로 등록되었다. 2023년 4월 사명을 주식회사 센트랄에서 주식회사 CTR로 변경하였다.